# 토리노 파피루스

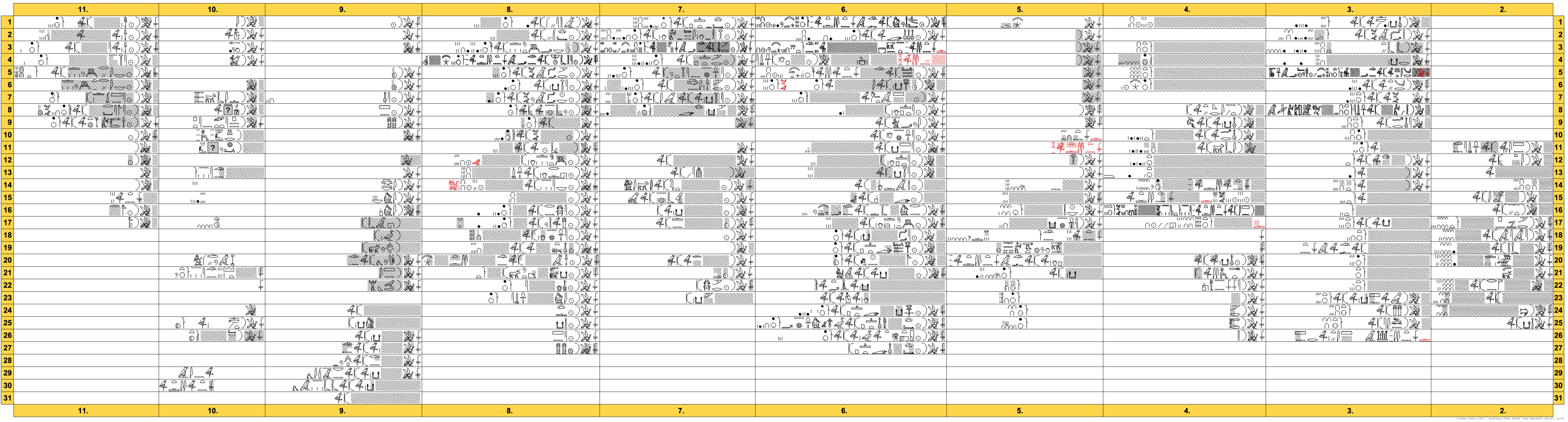

토리노 파피루스는 고대 이집트 파라오의 연대기로, 람세스 2세 시대 정도에 작성된 것이다. 이 문서는 1820년 토리노의 한 박물관에서 발견된 것으로, 이후 운송 도중의 실수로 심하게 훼손되었다.
이 문서에는 300명이 넘는 파라오의 이름과 그들의 행적이 기록되어 있다. 문서 초기에는 신들의 연대기와 신화적인 파라오들의 기록이 나오며, 이후에는 역사 시대 파라오들의 이름이 나온다. 또한, 이 문서에서 몇몇 파라오들을 한데 묶은 경우가 종종 있는데, 마네토도 토리노 파피루스를 참고로 해서 기록을 남긴 것으로 보이며 마네토의 왕조 구분과 대체로 일치하지만, 완전히 맞아떨어지지는 않는다.
토리노 파피루스는 다른 파라오 목록들과는 달리 재위 기간은 물론, 몇 개월 몇 일을 통치하였는지까지도 표시되어 있다. 그러나 보존 상태가 매우 나빠 그 내용을 정확히 파악하기는 매우 어렵다. 하지만 이 문서에만 언급된 파라오가 있는가 하면, 다른 문서에서는 의도적으로 삭제되거나, 단명한 군주, 힉소스인 군주들까지 기록되어 있어, 사료로서의 가치가 매우 높다.

## 내용
토리노 파피루스는 발견 당시 여러 개의 행(column)으로 나뉘어 있었으며, 이미 상당 부분이 유실된 상태였다. 그 중 11개의 행(column)들이 오늘날 재구성되어 전해 내려온다. 벨기에의 이집트학 연구가이자 'The Ancient Egypt Site'의 제작자인 Jacques Kinnaer에 따르면, 토리노 파피루스의 11개 행은 다시 16개 군(group)으로 나뉘어 있다. 1~5군은 원왕조, 선왕조 시대 및 신화시대를 다루고 있으며, 6~13군은 고대 이집트의 역사 시대를 다룬다. 14,15군은 정확히 알 수 없으며, 16군은 훼손으로 인해 위치를 파악하기 어려운 조각들이다. 각각의 군들은 이 파피루스의 제작자가 나름의 기준으로 묶은 것으로, 마네토의 왕조 구분과 정확히 맞아떨어지지는 않는다. 각 군이 끝날 때에는 해당 군에 모두 몇 명의 파라오가 있었는지를 기록하고 있다.
아래에서 (x, y)로 표시된 부분은 해당 이름이 x행의 y번째에 등장하는 이름임을 의미한다. 이는 다른 고대 이집트 관련 문서에서도 마찬가지이다. 각각의 파라오 앞에는 모두 '상하 이집트의 파라오'라는 칭호가 붙어 있다.

### 6군
6군은 (2,11)부터 (3,26/27)까지이다. (이집트 제1왕조 ~ 제5왕조)
- 이집트 제1왕조

| 번호 | 내용                | 설명                      |
| ---- | ------------------- | ------------------------- |
| 2,11 | 메네스              | 나르메르                  |
| 2,12 | 이테티              | 호르-아하                 |
| 2,13 | 이티                | 제르                      |
| 2,14 | ?0과 28일           | 제르의 통치 기간으로 추정 |
| 2,15 | 이티우이            | 제트                      |
| 2,16 | 셈티                | 덴                        |
| 2,17 | 메르비아펜 ??? 74년 | 아네지브                  |
| 2,18 | 셈셈?? 72(년)       | 세메르케트                |
| 2,19 | 케베후 ??? 63년     | 카아                      |

- 이집트 제2왕조

| 번호 | 내용                                                   | 설명 |
| ---- | ------------------------------------------------------ | --- |
| 2,20 | 바우(네체르) 95년                                      | 헤텝세켐위 |
| 2,21 | (카)카(우)                                             | 라네브 |
| 2,22 | (바)네체르                                             | 니네체르 |
| 2,23 | ??? 54(년)                                             | 대부분의 내용을 알아볼 수 없으나, 일부 학자들은 웨네그로 추정하고 있다.                                                                 |
| 2,24 | 세네드??????? 70(년)                                   | 세네드 |
| 2,25 | 아아카                                                 | 동시대의 유적은 발견된 것이 없으며, 일부 왕 목록 문서에만 나오는 네페르카레 1세로 추정하기도 한다.                                      |
| 3,1  | 네페르소카르, 8년 3개월                                | 마네토의 기록에 나오는 세소크리스가 바로 네페르소카르이다. 동시대의 유적은 발견되지 않았다.                                             |
| 3,2  | (삭제됨), 1년 8개월 4일, (그의 생애는) 34년이었다.     | (삭제됨)은 애초 파피루스 기록자가 써 넣은 것이다. 삭제된 파라오가 누구인지는 알 수 없으나, 이단적 파라오 세트-페리브센일 가능성이 있다. |
| 3,3  | 베브티, 27년 2월 1일, (그의 생애는) 40년 (이상)이었다. | 카세켐위 |

- 이집트 제3왕조

| 번호 | 내용                                                             | 설명                    |
| ---- | ---------------------------------------------------------------- | ----------------------- |
| 3,4  | 네브티 ?????, 19(년)                                             | 사나크테                |
| 3,5  | 조세르-이트, 그의 통치 기간은 19년 1월, 생애는                   | 조세르                  |
| 3,6  | 조세르-티, 6년                                                   | 세켐케트                |
| 3,7  | 파라오 (삭제됨), 6년                                             | 위치 상으로는 카바이다. |
| 3,8  | (니), 그는 성공적이고 건강한 24년을 보냈으며, 세솀의 건립자이다. | 후니                    |

- 이집트 제4왕조

| 번호 | 내용                                    | 설명                                                                                     |
| ---- | --------------------------------------- | ---------------------------------------------------------------------------------------- |
| 3,9  | 상하 이집트의 파라오 스네프ㄹ(ㅜ), 24년 | 스네프루                                                                                 |
| 3,10 | ?????, 23년                             | 위치 상으로 쿠푸                                                                         |
| 3,11 | ?????, 8년                              | 위치 상으로 제데프레                                                                     |
| 3,12 | 케(프렌), ()년                          | 카프레                                                                                   |
| 3,13 | (바카레), ()년)                         | 신원을 알 수 없음비케리스의 가능성있음                                                   |
| 3,14 | (미케리노스), 28년                      | 멘카우레                                                                                 |
| 3,15 | (솁세스카프), 4년                       | 솁세스카프                                                                               |
| 3,16 | ?????, 2년                              | 위치 상으로 마네토의 기록에 등장하며, 동시대의 유적은 발견되지 않은 탐프티스에 해당된다. |

- 이집트 제5왕조

| 번호    | 내용                                      | 설명                                                                             |
| ------- | ----------------------------------------- | -------------------------------------------------------------------------------- |
| 3,17    | (우세르)카(프), 7년                       | 우세르카프                                                                       |
| 3,18    | (사후레), 12년                            | 사후레                                                                           |
| 3,19    | (네페리르카레), 그의 통치 기간은          | 네페리르카레 카카이                                                              |
| 3,20    | (솁세스카레), 7년                         | 솁세스카레                                                                       |
| 3,21    | (네페레프레), ()년                        | 네페레프레                                                                       |
| 3,22    | (니우세르레), 10?년                       | 니우세르레                                                                       |
| 3,23    | 멘카우호르, 8년                           | 멘카우호르                                                                       |
| 3,24    | 제드, 28년                                | 제드카레                                                                         |
| 3,25    | 우나스, 30년                              | 우나스                                                                           |
| 3,26/27 | 메네스로부터 우나스까지의 왕들은 모두 ??? | 1개 군이 끝났을 때마다 해당 군의 군주들의 숫자 혹은 총 재위년도를 합산하는 부분. |

### 7군
7군은 (4,1)부터 (4,14/15)까지이다. (이집트 제6왕조, 이집트 제8왕조)
| 번호    | 내용                                                            | 설명 |
| ------- | --------------------------------------------------------------- | --- |
| 4,1     | ????????????, 6달 21일                                          | 테티 ? |
| 4,2     | ???????????????                                                 | 우세르카레 ?, 완전히 알아볼 수 없는 부분. |
| 4,3     | ?????????????, 20년                                             | 페피 1세 ?, 마네토에 의하면 페피 1세는 53년을 다스렸다. |
| 4,4     | ?????????????, (4)4년                                           | 메렌레 ?, 메렌레의 실제 통치 기간은 5년 정도로 알려져 있다. Jacques Kinnaer는 페피 1세의 다른 이름인 '메리레'와 '메렌레'가 비슷해서 통치 기간이 잘못 계산되었을 수 있다는 가설을 제기하였다. |
| 4,5     | ?????????????, 90년                                             | 페피 2세 ? |
| 4,6     | ?????????????, 1년 1달                                          | 메렌레 2세 ? |
| 4,7     | (유실)                                                          | 현존하는 각종 사료, 유적에서는 알려지지 않은 파라오 |
| 4,8     | 니티크레티,                                                     | 니토크리스 혹은 네체르카레 |
| 4,9     | 네페르카                                                        | 네페르카페 페피세네브 ? |
| 4,10    | 네페르, 2년 1달 1일                                             | 네페르카민 아누 ? |
| 4,11    | 이비, 4년 2달                                                   | 카카레 이비 ? |
| 4,12    | ???????, 2년 1달, 1일                                           | ? |
| 4,13    | ???????, 1년(?)                                                 | 4,12/13에 해당되는 제8왕조의 파라오들은 네페르카우레 2세, 네페르카우호르, 네페리르카레이다.                                                                                                  |
| 4,14/15 | ??? 파라오들은 ??? 181년 ??? 6달 3일, (삭제됨) 6, 전체 ??? 지배 | 1개 군이 끝났을 때마다 해당 군의 군주들의 숫자 혹은 총 재위년도를 합산하는 부분. |

### 8군
8군은 (4,16/17)이다.
| 번호    | 내용                                                                                     | 설명                   |
| ------- | ---------------------------------------------------------------------------------------- | ---------------------- |
| 4,16/17 | 메네스로부터 저들의 지배기간은 (삭제됨) ??? 9달, 16일, (삭제됨) 6년, ??? 총합 955년 10일 | 6,7군에 대한 전체 합계 |

### 9군
9군은 (4,18)부터 (5,10)까지이다. (이집트 제9왕조, 이집트 제10왕조?)
- 이집트 제9왕조

| 번호    | 내용               | 설명                                                    |
| ------- | ------------------ | ------------------------------------------------------- |
| 4,18    | (유실)             | 케티 1세 ?                                              |
| 4,19    | (유실)             | 알 수 없음                                              |
| 4,20    | 네페르카레         | 네페르카레 7세                                          |
| 4,21    | 케티               | 케티 2세                                                |
| 4,22    | 세넨?              | 알 수 없음                                              |
| 4,23    | (유실)             | 케티 3세 ?                                              |
| 4,24    | 메리(이브레)       | 케티 4세 ?                                              |
| 4,25    | 셰드?              | 알 수 없음                                              |
| 4.26    | 흐?                | 알 수 없음                                              |
| 5.1~5.9 | (유실)             | 이집트 제10왕조 ?                                       |
| 5.10    | 파라오의 총합은 18 | 한 개 군이 끝날 때 파라오 개수를 총합해서 표현하는 부분 |

### 10군
10군은 (5,11)부터 (5,18)까지이다. (이집트 제11왕조)
| 번호 | 내용                                    | 설명                                                                                 |
| ---- | --------------------------------------- | ------------------------------------------------------------------------------------ |
| 5,11 | 파라오들은 ???                          | 도입부                                                                               |
| 5,12 | 와흐 ???                                | 멘투호테프 1세                                                                       |
| 5,13 | (유실)                                  | 인테프 1세                                                                           |
| 5,14 | ??ㄴ?? ?? 49년                          | 인테프 2세                                                                           |
| 5,15 | ???????, 8                              | 인테프 3세                                                                           |
| 5,16 | 네브케루레, 51년                        | 멘투호테프 2세                                                                       |
| 5,17 | 산크카??, 12(년)                        | 멘투호테프 3세                                                                       |
| 5,18 | 6명의 파라오 ?? (년) ?? (삭제됨) 7, 143 | 멘투호테프 4세는 빠져 있다. (삭제됨)에 해당되는 파라오가 멘투호테프 4세일 수도 있다. |

### 11군
11군은 (5,19)부터 (6,3)까지이다. (이집트 제12왕조)

### 12군
12군은 (6,4)부터 (10,12/13)까지이다.(이집트 제13왕조, 이집트 제14왕조)

### 13군
13군은 (10,14)부터 (10,21)까지이다.(이집트 제15왕조)

### 14군
14군은 (10,22)부터 (10,30)까지이다.

### 15군
10군은 (11,1)부터 (11,15)까지이다.(이집트 제17왕조 ?)

## 같이 보기
- 파라오 목록
  - 기타 파라오 목록 사료 : 아비도스 왕 목록, 사카라 석판

## 참고 문헌
- 클레이턴, 피터 (2004). 《파라오의 역사》. 까치.